# Токаєв Кемель Токайович
Кемель Токайович Токаєв (2 жовтня 1923, Алматинська область, Каратальський район — 6 жовтня 1986) — казахський письменник. Ветеран німецько-радянської війни. Батько Касим-Жомарта Токаєва. Походить із роду Кушик племені Жалайир Старшого жуза.

## Життєпис
Народився 2 жовтня 1923 року. У роки колективізації сім'я Кемеля Токаєва змушена була залишити батьківщину, щоб уникнути голодної смерті.
Одружився з Тубар Шабарбаєвою, яка працювала в Алматинському педагогічному інституті іноземних мов.

### Трудовий шлях
- Закінчив Казахський державний університет у 1948 році.

- Обіймав відповідальні посади в редакціях газет «Ленінська молодь» (зараз «Жас Алаш»), «Піонер Казахстану» (зараз «Улан»), «Соціалістичний Казахстан» (зараз «Єгемен Казахстан»)

- 1960—1977 — працював головним редактором «Ведомостей» Верховної Ради КРСР.

- 1980—1984 — літературний радник Спілки письменників Казахстану.

Помер 6 жовтня 1986 року.

## Нагороди
- Ордени Великої Вітчизняної Війни I і II ступеня[2]
- Двічі: Медаль «За відвагу»
- Почесні грамоти від Верховної Ради КРСР
- Почесна грамота від Міністерства внутрішніх справ СРСР
- Нагрудний знак від Міністерства внутрішніх справ СРСР
- Чотириразовий переможець першого літературного конкурсу, оголошеного Спілкою письменників Казахстану і Міністерством внутрішніх справ КРСР (1956, 1972, 1977, 1980).

## Праці
- Більше десятка книг про радянських чекістів казахською та російською мовами.
- «Червоний комісар», «Хто злочинець?» і п'єса під назвою «Чарівні секрети».

### Книги
- Зоряний шлях. Розповіді. А., КМКАБ, 1954;
- Зимова ластівка. Повість. А., КМКАБ, 1958;
- Думи про майбутнє. Повісті та оповідання. А., «Казахстан», 1955, 1958, 1972, 1975;
- Нічний постріл. Повісті. А., «Письменник»; «Казахстан», 1971—1972, 1976;
- Ворожість. Повість. «Письменник»; «Казахстан», 1971, 1972, 1975, 1976;
- Важливе завдання. Повість. А., «Письменник»; «Казахстан»; 1965, 1968 1976;
- Золото з тамгою. Повість. А., «Казахстан», 1977;
- Останній удар. Роман. А., «Письменник», 1981;
- Солдат пішов. Роман. А., «Письменник», 1983;
- Птах без гнізда. Роман. А., «Письменник», 1983[4].